# تبة جيك
تبة جيك (بالفارسية: تپه جیک) هي قرية تقع في قسم طاغنكوة الشمالي الريفي في إيران. يقدر عدد سكانها بـ 321 نسمة بحسب إحصاء 2016.